# Thomas Edward Lawrence
Thomas Edward Lawrence, bolj znan tudi kot Lawrence Arabski, valižanski arheolog, diplomat, obveščevalec, častnik in pisatelj,* 16. avgust 1888, Tremadog, Caernarfonshire, Wales, † 19. maj 1935, Bovington Camp, Dorset, Anglija.
Znan je bil po svoji povezovalni vlogi med Sinajskim in Palestinskim pohodom ter arabsko vstajo proti Osmanskemu cesarstvu med prvo svetovno vojno. Širina in raznolikost njegovih dejavnosti in združenj ter njegova sposobnost, da jih živo opiše pisno, mu je pridobila mednarodno slavo kot Lawrencu Arabskem, naslov, uporabljen za film iz leta 1962, ki temelji na njegovih vojnih dejavnostih.

## Življenjepis
Rodil se je zunaj zakonske zveze v Tremadogu v Walesu avgusta 1888 Sarah Junner, škotski guvernanti, in Thomasu Chapmanu, anglo-irskemu plemiču iz okrožja Westmeath. Chapman je pustil ženo in družino na Irskem, da bi sobival z Junnerjevo; leta 1914 je postal sir Thomas Chapman, 7. baronet. Chapman in Junnerjeva sta se imenovala gospod in gospa Lawrence, ime, ki sta ga verjetno sprejela od Sarahinega očeta; Sarahina mati je bila zaposlena kot služabnica družine Lawrence, ko je zanosila s Sarah. [5] Leta 1889 se je družina preselila v Kirkcudbright na Škotskem, kjer se je rodil njegov brat William George, preden se je preselil v Dinard v Franciji. Leta 1896 se je Lawrences preselil v Oxford, kjer je Thomas obiskoval srednjo šolo in nato od 1907 do 1910 študiral zgodovino na Jesus College. Med letoma 1910 in 1914 je delal kot arheolog v Britanskem muzeju, predvsem na Karkemišu v osmanski Siriji.
Kmalu po izbruhu vojne se je prostovoljno prijavil za britansko vojsko in bil nameščen v Egiptu. Leta 1916 so ga poslali v Arabijo na obveščevalno misijo in se hitro povezal z arabskimi uporniki kot vez z arabskimi silami, skupaj z drugimi britanskimi častniki. Tesno je sodeloval z voditeljem vstaje, emirjem Faisalom, sodeloval je in včasih vodil vojaške dejavnosti proti osmanskim oboroženim silam, ki so se končale z zavzetjem Damaska oktobra 1918.
Po vojni se je Lawrence pridružil zunanjem uradu, sodeloval z britansko vlado in s Faisalom. Dali so mu Viktorijin križec in viteško mesto, vendar je oboje odklonil. Leta 1922 se je umaknil iz javnega življenja in preživel leta do leta 1935 kot prijavljen v Kraljevem vojnem letalstvu (Royal Air Force), s kratkim nastopom v vojski. V tem času je objavil svoje najbolj znano delo Sedem stebrov modrosti, avtobiografsko poročilo o njegovi udeležbi v arabski vstaji. Prav tako je prevajal knjige v angleščino in napisal knjigo The Mint ('Kovnica'), ki je bila objavljena posmrtno in podrobno opisal njegov čas v Kraljevem vojnem letalstvu kot navaden vojak. Veliko si je dopisoval in prijateljsko sodeloval z znanimi umetniki, pisatelji in politiki. Za Royal Air Force je sodeloval pri razvoju reševalnih motornih čolnov.
Lawrenceova javna podoba je bila delno rezultat senzacionalističnega poročanja o arabski vstaji ameriškega novinarja Lowella Thomasa, pa tudi iz Sedmih stebrov modrosti. Lawrence se je leta 1935 smrtno poškodoval v prometni nesreči z motorjem v Dorsetu.
O njegovem življenju je bila leta 1962 posneta filmska uspešnica Lawrence Arabski s Petrom O'Tooleom v glavni vlogi.

## Pisanje
- Seven Pillars of Wisdom, opis dela Lawrencea v arabski vstaji. (ISBN 0-8488-0562-3)
- Revolt in the Desert, skrajšana različica sedmih stebrov modrosti. (ISBN 1-56619-275-7)
- The Mint, opis službe Lawrencea v Royal Air Force. (ISBN 0-393-00196-2)
- Crusader Castles, Lawrenceova Oxfordova teza. London: Michael Haag 1986 (ISBN 0-902743-53-8). Prvo izdajo je leta 1936 v Londonu izdal Golden Cockerel Press, v dveh zvezkih, ki je omejena na 1000 izdaj.
- The Odyssey of Homer, Lawrencov prevod iz grščine, prvič izdan 1932. (ISBN 0-19-506818-1)
- The Forest Giant, roman Adriena Le Corbeauja, Lawrencov prevod iz francoščine, 1924.
- The Letters of T. E. Lawrence, izbral in izdal Malcolm Brown. London, J. M Dent. 1988 (ISBN 0-460-04733-7)
- The Letters of T. E. Lawrence, izdal David Garnett. (ISBN 0-88355-856-4)
- T. E. Lawrence. Letters, Jeremy Wilson.[4]
- Minorities: Dobre pesmi malih pesnikov in Majhne pesmi dobrih pesnikov, uredil Jeremy Wilson, 1971. Navadna knjiga Lawrencea vsebuje Wilsonov uvod, kjer razlaga, kako so pesmi, sestavljene iz knjige, odražale Lawrencovo življenje in misli.
- Guerrilla Warfare, članek v 1929 Encyclopædia Britannica[5]
- The Wilderness of Zin, C. Leonard Woolley in T. E. Lawrence. London, Harrison and Sons, 1914.[6]

## V popularni kulturi

### Film
- Aleksander Korda je v 1930-ih kupil filmske pravice za Sedem stebrov. Produkcija se je razvijala, v njej pa bi imeli glavne vloge igralci, kot so Leslie Howard, Walter Hudd in John Clements, a na koncu ni nastalo nič.
- Peter O'Toole je bil nominiran za Oskarja za najboljšega igralca za upodobitev Lawrencea v filmu Lawrence Arabski iz leta 1962.
- Lawrence, ki ga je leta 2014 upodobil Robert Pattinson v biografski drami o Gertrude Bell, Queen of the Desert.
- Lawrence je vzbudil vedenjske občutke v sintetičnem modelu z imenom David, ki ga je v filmu Prometej upodobil Michael Fassbender iz leta 2012 in v nadaljevanju iz leta 2017 Alien: Covenant, del franšize Alien.

### Televizija
- V televizijski seriji Voyagers iz leta 1982 ga je upodobil Judson Scott!
- Ralph Fiennes je Lawrencea upodobil v britanskem filmu, narejenem za TV 1992, A Dangerous Man: Lawrence After Arabia.
- Joseph A. Bennett in Douglas Henshall sta ga upodobila v TV-seriji iz leta 1992 The Young Indiana Jones Chronicles. V filmu Young Indiana Jones je Lawrence predstavljen kot vseživljenjski prijatelj naslovnega lika.
- Upodobljen je bil tudi v sirski seriji, ki jo je režiral Thaer Mousa, imenovani Lawrence Al Arab. Serija je bila sestavljena iz 37 epizod, vsaka med 45 minutami in eno uro.
- V Spikeovi sezoni 3 najsmrtonosnejših bojevnikov je bil Lawrence proti Theodoreu Rooseveltu in izgubljen

### Video igre
- Lawrencea je v videoigri Battlefield 1 leta 2016 James Lawden upodobil kot stranski lik glavne protagonistke Zare Ghufran v enotni igralski vojni zgodbi "Nothing is Written".
- Lawrenceova potovanja po Siriji in Franciji so bila pomembna točka v filmu Uncharted 3: Drake's Deception. Po sledeh je šel Nathan Drake in izmišljeni Lawrencovi spisi o tej temi so bili za Drakea neprecenljivi.

### Glasba
- Lawrence je tema pesmi Sedem stebrov modrosti švedskega Power Metal Band, Sabaton
- Lawrence je tema pesmi Ghost nemškega metal benda Running Wild